# Gouvernement Pujol VI
Généralité de Catalogne
Pujol V Maragall
Le gouvernement Pujol VI (en catalan : Govern Pujol (6)) est le gouvernement de la Généralité de Catalogne entre le 29 novembre 1999 et le 19 décembre 2003, durant la VIe législature du Parlement.

## Historique du mandat
Dirigé par le président de la Généralité nationaliste de centre droit sortant Jordi Pujol, ce gouvernement est constitué de Convergence et Union (CiU), fédération de la Convergence démocratique de Catalogne (CDC) et de l'Union démocratique de Catalogne (UDC). Seule, CiU dispose de 56 députés sur 135, soit 41,5 % des sièges du Parlement. L'exécutif bénéficie du soutien sans participation du Parti populaire catalan (PPC), qui compte 12 parlementaires, soit 8,9 % des mandats.
Il est formé à la suite des élections parlementaires du 17 octobre 1999.
Il succède donc au gouvernement Pujol V, constitué et soutenu par la seule CiU.
Au cours du scrutin, le Parti des socialistes de Catalogne (PSC) de Pasqual Maragall remporte le plus grand nombre de voix et obtient 18 élus supplémentaires, mais le mode de scrutin par province permet à Convergence et Union d'obtenir le plus grand nombre de sièges, tout en perdant quatre députés.
Le 16 novembre, Pujol se soumet au vote d'investiture du Parlement, qu'il remporte par 68 voix pour, 55 contre et 12 abstentions. Alors que son alliance avec le PPC lui permet d'atteindre l'exacte majorité requise au premier tour, sa candidature est rejetée par le PSC et Initiative pour la Catalogne Verts (ICV). La Gauche républicaine de Catalogne (ERC) choisit de s'abstenir. Il forme deux semaines plus tard un gouvernement de continuité, dont les principaux cadres sont reconduits.
Aux élections parlementaires du 16 novembre 2003, le PSC s'impose de nouveau en voix et CiU en sièges. Toutefois, Maragall est en mesure de composer une majorité de centre gauche et forme son gouvernement à la fin du mois de décembre suivant.

## Composition

### Initiale (30 novembre 1999)
- Les nouveaux conseillers sont indiqués en gras, ceux ayant changé d'attributions en italique.

| Poste                                                                                    | Titulaire | Titulaire | Parti |
| ---------------------------------------------------------------------------------------- | --------- | --- | ----- |
| Président de la Généralité                                                               |           | Jordi Pujol i Soley | CDC   |
| Conseiller à la Présidence Conseiller à la Présidence et Conseiller en chef (18/01/2001) |           | Xavier Trias i Vidal de Llobatera (jusqu'au 03/02/2000) Joaquim Triadú i Vila-Abadal (jusqu'au 18/01/2001) Artur Mas i Gavarró | CDC   |
| Conseiller à la Gouvernance et aux Relations institutionnelles                           |           | Josep Antoni Duran i Lleida (jusqu'au 05/02/2001) Núria de Gispert i Català                                                    | UDC   |
| Conseiller à l'Économie, aux Finances et à la Planification                              |           | Artur Mas i Gavarró (jusqu'au 18/01/2001) Francesc Homs i Ferret                                                               | CDC   |
| Conseillère à l'Enseignement                                                             |           | Carme Laura Gil i Miró | CDC   |
| Conseiller à la Culture                                                                  |           | Jordi Vilajoana i Rovira | CDC   |
| Conseiller à la Santé et à la Sécurité sociale                                           |           | Eduard Rius i Pey | CDC   |
| Conseiller à la Politique territoriale et aux Travaux publics                            |           | Pere Macias i Arau (jusqu'au 20/11/2001) Felip Puig i Godes                                                                    | CDC   |
| Conseiller à l'Agriculture, à l'Élevage et à la Pêche                                    |           | Josep Grau i Seris | CDC   |
| Conseiller au Travail                                                                    |           | Lluís Franco i Sala | UDC   |
| Conseillère à la Justice                                                                 |           | Núria de Gispert i Català (jusqu'au 05/02/2001) Josep Delfí Guàrdia i Canela                                                   | UDC   |
| Conseiller à l'Industrie, au Commerce et au Tourisme                                     |           | Antoni Subirà i Claus | CDC   |
| Conseillère au Bien-être social                                                          |           | Irene Rigau i Oliver | CDC   |
| Conseiller à l'Environnement                                                             |           | Felip Puig i Godes (jusqu'au 21/11/2001)                                                                                       | CDC   |
| Conseiller à l'Environnement                                                             |           | Ramon Espadaler i Parcerisas                                                                                                   | UDC   |
| Conseiller à l'Intérieur                                                                 |           | Xavier Pomés i Abella | CDC   |
| Conseiller à l'Enseignement supérieur, à la Recherche et à la Société de l'information   |           | Andreu Mas-Colell (à partir du 03/04/2000)                                                                                     | CDC   |

### Remaniement du5 novembre 2002
- Les nouveaux conseillers sont indiqués en gras, ceux ayant changé d'attributions en italique.

| Poste                                                                                  | Titulaire | Titulaire                    | Parti |
| -------------------------------------------------------------------------------------- | --------- | ---------------------------- | ----- |
| Président de la Généralité                                                             |           | Jordi Pujol i Soley          | CDC   |
| Conseiller à la Présidence et Conseiller en chef                                       |           | Artur Mas i Gavarró          | CDC   |
| Conseillère à la Justice et à l'Intérieur                                              |           | Núria de Gispert i Català    | UDC   |
| Conseiller à l'Économie et aux Finances                                                |           | Francesc Homs i Ferret       | CDC   |
| Conseiller à la Gouvernance et aux Relations institutionnelles                         |           | Josep Maria Pelegrí i Aixut  | UDC   |
| Conseillère à l'Enseignement                                                           |           | Carme Laura Gil i Miró       | CDC   |
| Conseiller à la Culture                                                                |           | Jordi Vilajoana i Rovira     | CDC   |
| Conseiller à la Santé et à la Sécurité sociale                                         |           | Xavier Pomés i Abella        | CDC   |
| Conseiller à la Politique territoriale et aux Travaux publics                          |           | Felip Puig i Godes           | CDC   |
| Conseiller à l'Agriculture, à l'Élevage et à la Pêche                                  |           | Josep Grau i Seris           | CDC   |
| Conseiller au Travail, à l'Industrie, au Commerce et au Tourisme                       |           | Antoni Fernández i Teixidó   | CDC   |
| Conseillère au Bien-être et à la Famille                                               |           | Irene Rigau i Oliver         | CDC   |
| Conseiller à l'Environnement                                                           |           | Ramon Espadaler i Parcerisas | UDC   |
| Conseiller à l'Enseignement supérieur, à la Recherche et à la Société de l'information |           | Andreu Mas-Colell            | CDC   |